# Savage Love (Laxed – Siren Beat)
Savage Love (Laxed – Siren Beat) ist ein Lied des neuseeländischen Musikproduzenten Jawsh 685 und des US-amerikanischen Sängers Jason Derulo aus dem Jahr 2020. Es wurde von den Interpreten gemeinsam mit Jacob Kasher Hindlin und Phil Greiss geschrieben.

## Hintergrund
2019 veröffentlichte der noch wenig bekannte Jawsh 685 das Instrumentalstück Laxed – Siren Beat auf der Webvideoplattform YouTube, wo es zunächst keine Beachtung fand. Im April 2020 lud er einen 14-sekündigen Ausschnitt des Titels auf der Videoplattform TikTok hoch, der sich bald darauf viral verbreitete. Es entwickelte sich daraus eine Challenge, die zunächst daraus bestand, zu dem Stück die traditionelle Kleidung seines Landes zu präsentieren und diese mit Alltagskleidung zu kontrastieren, später entwickelte sich daraus ein eigener Tanz, der in den kurzen Clips von den Usern nachgemacht werden sollte. Zu den prominentesten Teilnehmern der Challenge gehörte Jason Derulo, dessen Darbietung dem Lied weitere Bekanntheit verschaffte. Später kündigte der Sänger in einer Vorschau ein neues Lied namens Savage Love an, welches das instrumentale Jawsh-685-Stück als musikalische Untermalung verwendet. Dabei holte er jedoch weder eine Erlaubnis des Produzenten ein, noch gab er diesen in irgendeiner Form an, was den Musiker laut eigener Aussage verärgerte. Später einigte man sich darauf, das Lied als Kollaboration anzuführen und offiziell zu veröffentlichen, zudem wurde der Originalname des Stückes in Klammern zum neuen Titel hinzugefügt. Jawsh 685 unterschrieb im Zuge dessen einen Vertrag bei Columbia Records.

## Musik und Text
Savage Love (Laxed – Siren Beat) ist ein Dancehall-Song, den Jawsh 685 als Verbeugung vor seiner Herkunft in Anlehnung an sogenannte „Siren jams“ produzierte – Stücke, welche insbesondere in neuseeländischen Nachbarschaften mit hohem Polynesen-Anteil in der Bevölkerung beliebt sind und welche dort auf der Straße von Lautsprechern, die zumeist an Fahrrädern oder Autos angebracht sind, gespielt werden. Durch Jason Derulos mit Falsettgesang und Melismen versehenen Gesangsstil erhält der Titel einen deutlichen Pop-Anstrich. Inhaltlich dreht sich das Lied um einen Mann, der in seine Freundin verliebt ist, welche jedoch nur mit ihm zusammen ist, um ihren Ex-Freund zurückzugewinnen. Er bittet sie nun, trotzdem bei ihm zu bleiben.

## Musikvideo
Der noch vor der offiziellen Veröffentlichung des Liedes im Internet erschienene Videoclip zu Savage Love (Laxed – Siren Beat) zeigt überwiegend, wie Jason Derulo in einem Tonstudio das Lied einsingt. Dazwischen erfolgen Szenen, in denen der Musiker unter anderem (teilweise in Begleitung eines Hundes) durch das Haus geht, in einem Zimmer tanzt oder sich wiederholt ein vermutlich alkoholisches Getränk einschenkt und trinkt. Die Beleuchtung ist dabei in allen Einstellungen dunkel und in roten und blauen Farben gehalten; in einzelnen Momenten kommt es zur Anwendung der Split-Screen-Technik.

## Kommerzieller Erfolg

### Chartplatzierungen
Savage Love (Laxed – Siren Beat) erreichte in Deutschland die Chartspitze in den Singlecharts und konnte sich zwei Wochen an ebendieser platzieren. Für Derulo ist es der 23. Charterfolg in Deutschland sowie der achte Top-10-Erfolg und nach Talk Dirty der zweite Nummer-eins-Hit. Jawsh 685 erreichte mit Savage Love (Laxed – Siren Beat) erstmals die deutschen Charts. In den deutschen Single-Jahrescharts belegte Savage Love (Laxed – Siren Beat) Rang sieben. Darüber hinaus erreichte die Single auch die Spitzenposition in den deutschen Airplaycharts. Während Jawsh 685 erstmals die deutschen Airplaycharts erreichte, ist es für Jason Derulo nach Breathing und Want to Want Me der dritte Nummer-eins-Erfolg. Am Ende des Jahres belegte Savage Love (Laxed – Siren Beat) Rang zwölf der deutschen Airplay-Jahrescharts.
| ChartsChartplatzierungen       | Höchstplatzierung | Wochen |
| ------------------------------ | ----------------- | ------ |
| Deutschland (GfK)              | 1 (53 Wo.)        | 53     |
| Neuseeland (RMNZ)              | 1 (38 Wo.)        | 38     |
| Österreich (Ö3)                | 1 (58 Wo.)        | 58     |
| Schweiz (IFPI)                 | 1 (55 Wo.)        | 55     |
| Vereinigte Staaten (Billboard) | 1 (31 Wo.)        | 31     |
| Vereinigtes Königreich (OCC)   | 1 (33 Wo.)        | 33     |

| ChartsJahrescharts (2020)      | Platzierung |
| ------------------------------ | ----------- |
| Deutschland (GfK)              | 7           |
| Neuseeland (RMNZ)              | 4           |
| Österreich (Ö3)                | 4           |
| Schweiz (IFPI)                 | 5           |
| Vereinigte Staaten (Billboard) | 35          |
| Vereinigtes Königreich (OCC)   | 11          |

| ChartsJahrescharts (2021) | Platzierung |
| ------------------------- | ----------- |
| Deutschland (GfK)         | 62          |
| Neuseeland (RMNZ)         | 41          |
| Österreich (Ö3)           | 59          |
| Schweiz (IFPI)            | 69          |

### Auszeichnungen für Musikverkäufe
| Land/Region                  | Auszeichnungen für Musikverkäufe (Land/Region, Auszeichnung, Verkäufe) | Verkäufe  |
| ---------------------------- | ---------------------------------------------------------------------- | --------- |
| Australien (ARIA)            | 5× Platin                                                              | 350.000   |
| Belgien (BRMA)               | Platin                                                                 | 40.000    |
| Dänemark (IFPI)              | 2× Platin                                                              | 180.000   |
| Deutschland (BVMI)           | 2× Platin                                                              | 800.000   |
| Finnland (IFPI)              | Gold                                                                   | 20.000    |
| Frankreich (SNEP)            | Diamant                                                                | 333.333   |
| Griechenland (IFPI)          | Gold                                                                   | 10.000    |
| Irland (IRMA)                | 2× Platin                                                              | 30.000    |
| Italien (FIMI)               | 3× Platin                                                              | 210.000   |
| Kanada (MC)                  | 4× Platin                                                              | 320.000   |
| Malaysia (RIM)               | Platin                                                                 | 200.000   |
| Mexiko (AMPROFON)            | 5× Gold                                                                | 150.000   |
| Neuseeland (RMNZ)            | 6× Platin                                                              | 180.000   |
| Norwegen (IFPI)              | 2× Platin                                                              | 120.000   |
| Österreich (IFPI)            | 3× Platin                                                              | 90.000    |
| Polen (ZPAV)                 | 3× Platin                                                              | 60.000    |
| Portugal (AFP)               | 2× Platin                                                              | 20.000    |
| Schweden (IFPI)              | 2× Platin                                                              | 160.000   |
| Schweiz (IFPI)               | 2× Platin                                                              | 40.000    |
| Singapur (RIAS)              | Platin                                                                 | 10.000    |
| Spanien (Promusicae)         | Platin                                                                 | 40.000    |
| Südafrika (RISA)             | Gold                                                                   | 10.000    |
| Vereinigte Staaten (RIAA)    | 4× Platin                                                              | 4.000.000 |
| Vereinigtes Königreich (BPI) | 2× Platin                                                              | 1.200.000 |
| Insgesamt                    | 4× Gold · 50× Platin · 1× Diamant ·                                    | 8.573.333 |

Hauptartikel: Jason Derulo/Auszeichnungen für Musikverkäufe